# Przecław Potocki
Przecław Potocki herbu Szeliga (zm. 1709), kasztelan rogoziński.
Pochodził z rodu Potockich herbu Szeliga. Syn Stanisława i Urszuli Barbary Sadowskiej. Poślubił Mariannę Hesztoporską przed 1689.  Z małżeństwa urodzili się: Ewa, późniejsza żona Stanisława Smarzewskiego; Adam - dominikanin, Jan (1689-1737), kasztelan rogoziński; Zofia i Andrzej.  Druga Anna Mieszkowska urodziła: Floriana, Kazimierza, Stefana i Ludwikę.
Początkowo burgrabia poznański i łowczy kaliski. Urząd kasztelana rogozińskiego sprawował od 1699 roku. Był właścicielem dóbr Golino, Wiktorowo i Pleszewo. Od Jana Małachowskiego kupił w 1694 r.  Będlewo i Wronczyn. W posiadaniu Potockich dobra pozostawały do XX w.